# Мотор-компресор
Мото́р-компре́сор (на схемах часто позначається МК) — агрегат, що поєднує в собі електричний привідний двигун і компресор (в основному поршневий, рідко ґвинтовий). Активно застосовується на електротранспорті (електровози, електропоїзди, трамвай, вагони метрополітену, тролейбус, автобус), де служить для вироблення стисненого повітря.
Також мотор-компресори використовуються і в побуті, зокрема вони є «серцем» холодильників (див.: Холодильний компресор) і кондиціонерів, в яких перекачують холодоагент.
Мотор-Компресори на ЕПС
Мотор-компресор ЕК-4Б (вид зверху) вагонів метрополітену 81-717/714
Мотор-компресор є однією з основних допоміжних машин на електричному рухомому складі (ЕПС), так як створюваний ним стиснене повітря використовується передусім в гальмівній системі і для приводу електропневматичних контакторів, а на пасажирському моторвагонному рухомому складі пневматичним приводом обладнані і двері для виходу з вагонів.
Характеризують мотор-компресори за номінальною подачі повітря, тиском нагнітання, споживаної потужністю, напругою і роду (постійний або змінний) струму живлення, ККД, потужності, а також типом двигуна. Електродвигуни мотор-компресорів як правило двох типів:
- постійного струму з послідовним збудженням-застосовується на ЕПС постійного струму або подвійного живлення;
- асинхронний змінного струму-застосовується на ЕПС змінного струму, рідко на електропоїздах постійного струму (ЕР22, ЕТ2)

Значна відмінність у мотор-компресорів застосовуваних на локомотивах і МВПС, що пов'язано зі специфікою їх роботи. Так на електровозі один-два компресора повинні постачати повітрям систему зі значним об'ємом (зважаючи на високу довжину поїзда), тому дані мотор-компресора характеризує висока продуктивність і потужність. Наприклад, на електровозі ЧС8 застосовані компресори K3-Lok2 продуктивністю 2,9 м3/хв і потужністю 25 кВт. На відміну від електровозів, на електропоїздах є кілька компресорів (на вагонах метрополітену — на кожному вагоні, або 2 компресора на 3 вагони; на приміських поїздах — 1 компресор на 2 вагони), які розподілені по довжині відносно короткого складу, тому тут мотор-компресора мають меншу потужність і продуктивність. Наприклад, на електропоїздах ЕР1 і ЕР2 застосовуються мотор-Компресори ЕК-7 продуктивністю 0,63 м3 / хв і потужністю 5 кВт. Крім цього, якщо на локомотивах основне обладнання знаходиться в кузові, то на пасажирському моторвагонному рухомому складі його вже доводиться розміщувати під кузовом вагона, так як це необхідно для звільнення внутрикузовного простору з метою збільшення площі пасажирського салону, хоча і накладає серйозні обмеження на розміри повагонного електрообладнання. Особливо важливо вирішити проблему з підвагонним розміщенням допоміжних машин на приміських електропоїздах постійного струму на напругу 3000 в, так як двигуни на таку напругу мають значні габарити (в основному обумовлено високою товщиною міжвиткової ізоляції і обмеженнями по міжламельному напрузі на колекторі). Застосування такого електродвигуна в якості приводу компресора нераціонально, з огляду на його громіздкості, тому конструктори в мотор-компресорах стали застосовувати електродвигуни на меншу напругу. Власне, саме через необхідність живлення мотор-компресорів меншою напругою і були створені дільники напруги, які перетворять надходять 3000 В від контактної мережі в 1500 в, які вже живлять двигун компресора. Згодом на електропоїздах постійного струму конструктори відмовилися від застосування мотор-компресорів з двигунами постійного струму і замінили їх привід на трифазні двигуни змінного струму, живлення яких надходить від перетворювача (на радянських/російських електропоїздах — типу 1ПВ, постійний 3000 → 3-фазний змінний 380 В).
На вагонах метрополітену і трамвая для приводу мотор-компресора нерідко застосовується двигун, виконаний на меншу напругу, ніж напруга живлення. В цьому випадку двигуни компресорів підключаються до мережі через резистор.